# Oberea subtenuata
Oberea subtenuata är en skalbaggsart som beskrevs av Stefan von Breuning 1968. Oberea subtenuata ingår i släktet Oberea och familjen långhorningar.
Artens utbredningsområde är Laos. Inga underarter finns listade i Catalogue of Life.